# 토이스 팩토리
토이스 팩토리(TOY'S FACTORY)는 일본의 음반 회사이다.

## 개요
90년대 중반에 Mr.Children을 계기로 이름을 알려, 그 후도 SPEED등 밀리언 셀러를 기록하는 아티스트나, 마이 리틀 러버 등의 인기 아티스트를 배출했다.
현재는, Mr.Children 외에도, 2001년에 《천체관측》으로 브레이크 해, 인기 실력파 밴드로서 알려진 범프 오브 치킨, 2005년에 《벚꽃》으로 톱 아티스트의 동참을 완수한 케츠메이시, 2006년에 《순연가》로 브레이크 한 쇼난노카제, 현재 활약중인 젊은 아티스트나 장래 유망한 젊은 아티스트들이 소속되어있어, 유수 레이블의 하나가 되었다.
홈페이지에서 사내의 사진을 볼 수 있다. 소속 뮤지션이 그린 그림이나 사진이 장식돼있다.

## 주요 소속 음악가
- 범프 오브 치킨
- Mr.Children
  - 가쿠-MC / 사쿠라이 가즈토시
  - 뱅크 밴드
- Salyu
- 세카이노 오와리
- 유니슨 스퀘어 가든
- Wienners
- 쇼난노카제
- 덴파구미.inc
- 밈도쿄
- 에고래핑
- livetune
- SALU
- 혁오
- Rihwa
- 八王子P
- REOL

## 과거 소속 음악가
- SOPHIA (Toshiba EMI로 이적)
- 이스턴 유스 (킹 레코드로 이적)
- EE JUMP (2002년 해체)
- 마이 리틀 러버 (에이벡스로 이적)
- Galla (에이벡스로 이적)
- RAG FAIR
- SPEED (에이벡스로 이적 (SONIC GROOVE 레이블))
- 슈가 (해체)
- 공기공단 (인디로 활동)
- 세카이이치
- 성선임 (인디로 활동)
- melody. (은퇴)
- HI-STANDARD. (자주 레이블 PIZZA OF DEATH RECORDS가 TOY'S FACTORY 산하였음)
- GUMX (자주 레이블 OLD RECORD로 이적)